# Пишненко Володимир Васильович
Пишненко Володимир Васильович (25 березня 1970) — російський плавець.
Олімпійський чемпіон 1992 року, призер 1996 року.
Призер Чемпіонату світу з водних видів спорту 1994 року.
Чемпіон Європи з водних видів спорту 1991, 1993, 1997 років.